# Christophe Léon Louis Juchault de Lamoricière
Christophe Léon Louis Juchault de Lamoriciére, född 5 september 1806 i Nantes, död 11 september 1865 i Prouzel, var en fransk och påvlig general. 
Lamoricière blev 1828 officer vid ingenjörkåren, utmärkte sig 1830 i Algeriet och utnämndes till kapten vid den nyupprättadc zuavkåren. Lamoricière deltog i stormningen av Constantine 1837 och Abd-el-kader tillfångatagande 1847. År 1845 hade han blivit divisionsgeneral. Invald i deputeradekammaren 1846, återvände Lamoricière till Frankrike 1848. Han lämnade samma år krigstjänsten, ställde sig vid februarirevolutionen till general Louis Eugène Cavaignacs förfogande samt var ett halvår krigsminister och någon tid sändebud i Petersburg. 
Lamoricière var en avgjord motståndare till Louis Napoléon, som 2 december 1851 lät arrestera och sedan landsförvisa honom. Från sin landsförvisning återvände han till Frankrike 1857. Genom relationer fick Lamoricière 1860 befälet över Kyrkostatens armé. Han hann inte samla denna, förrän sardinarna under Enrico Cialdini överraskande anföll landet och besegrade honom vid Castelfidardo 18 september samma år. Från land- och sjösidan innesluten i Ancona, dit han dragit sig tillbaka, måste han kapitulera 29 september. Han levde därefter som privatman i Frankrike. I Nantes finns ett monument över honom, utfört av Paul Dubois.